# Chaetolepis microphylla
Chaetolepis microphylla är en tvåhjärtbladig växtart som först beskrevs av Aimé Bonpland, och fick sitt nu gällande namn av Friedrich Anton Wilhelm Miquel. Chaetolepis microphylla ingår i släktet Chaetolepis och familjen Melastomataceae. Inga underarter finns listade i Catalogue of Life.